# Vòng loại Giải vô địch bóng đá thế giới 2002 – Khu vực châu Á (Vòng 2)
Các trận đấu thuộc vòng thứ hai của vòng loại Giải vô địch bóng đá thế giới 2002 khu vực châu Á diễn ra từ ngày 16 tháng 8 đến ngày 18 tháng 10 năm 2001.

## Thể thức
Tổng cộng 10 đội tuyển nhất bảng từ vòng 1 được chia thành hai bảng đấu, mỗi bảng gồm năm đội. Các đội trong mỗi bảng thi đấu với nhau theo thể thức vòng tròn hai lượt tính điểm trên sân nhà và sân khách. Hai đội đứng đầu ở hai bảng sẽ giành suất trực tiếp tham dự Giải vô địch bóng đá thế giới 2002, còn hai đội nhì bảng sẽ đi tiếp vào vòng play-off.

## Các bảng đấu

### Bảng A
| VT | Đội         | ST | T | H | B | BT | BB | HS  | Đ  | Giành quyền tham dự |     |     |     |     |     |     |
| -- | ----------- | -- | - | - | - | -- | -- | --- | -- | ------------------- | --- | --- | --- | --- | --- | --- |
| 1  | Ả Rập Xê Út | 8  | 5 | 2 | 1 | 17 | 8  | +9  | 17 | FIFA World Cup 2002 |     |     | 2–2 | 1–1 | 1–0 | 4–1 |
| 2  | Iran        | 8  | 4 | 3 | 1 | 10 | 7  | +3  | 15 | Đi tiếp vào vòng 3  |     | 2–0 |     | 0–0 | 2–1 | 1–0 |
| 3  | Bahrain     | 8  | 2 | 4 | 2 | 8  | 9  | −1  | 10 |                     |     | 0–4 | 3–1 |     | 2–0 | 1–1 |
| 4  | Iraq        | 8  | 2 | 1 | 5 | 9  | 10 | −1  | 7  |                     | 1–2 | 1–2 | 1–0 |     | 4–0 |     |
| 5  | Thái Lan    | 8  | 0 | 4 | 4 | 5  | 15 | −10 | 4  |                     | 1–3 | 0–0 | 1–1 | 1–1 |     |     |

| Iraq                                                 | 4–0      | Thái Lan |
| ---------------------------------------------------- | -------- | -------- |
| H. Mohammed 23', 76' · E. Mohammed 70' · Hussein 86' | Chi tiết |          |

| Ả Rập Xê Út   | 1–1      | Bahrain     |
| ------------- | -------- | ----------- |
| Al-Dosari 84' | Chi tiết | Salmeen 18' |

| Bahrain                    | 2–0      | Iraq |
| -------------------------- | -------- | ---- |
| Yousef 58' · Al Kuwari 82' | Chi tiết |      |

| Iran                      | 2–0      | Ả Rập Xê Út |
| ------------------------- | -------- | ----------- |
| Ali Daei 54' (ph.đ.), 64' | Chi tiết |             |

| Ả Rập Xê Út   | 1–0      | Iraq |
| ------------- | -------- | ---- |
| Al-Dosari 45' | Chi tiết |      |

| Thái Lan | 0–0      | Iran |
| -------- | -------- | ---- |
|          | Chi tiết |      |

| Bahrain        | 1–1      | Thái Lan     |
| -------------- | -------- | ------------ |
| Al-Dossari 16' | Chi tiết | Kiatisuk 64' |

| Iraq            | 1–2      | Iran                  |
| --------------- | -------- | --------------------- |
| E. Mohammed 20' | Chi tiết | Karimi 30' · Daei 84' |

| Iran | 0–0      | Bahrain |
| ---- | -------- | ------- |
|      | Chi tiết |         |

| Thái Lan   | 1–3      | Ả Rập Xê Út                                   |
| ---------- | -------- | --------------------------------------------- |
| Seksan 28' | Chi tiết | Al-Jaber 47' · Bin Shehan 63' · Al-Dosari 70' |

| Bahrain | 0–4      | Ả Rập Xê Út                                                  |
| ------- | -------- | ------------------------------------------------------------ |
|         | Chi tiết | Al-Dosari 26' · Bin Shehan 28' · Al-Waked 41' · Al-Jaber 89' |

| Thái Lan      | 1–1      | Iraq            |
| ------------- | -------- | --------------- |
| Suksomkit 38' | Chi tiết | E. Mohammed 63' |

| Iraq            | 1–0      | Bahrain |
| --------------- | -------- | ------- |
| E. Mohammed 10' | Chi tiết |         |

| Ả Rập Xê Út                        | 2–2      | Iran                        |
| ---------------------------------- | -------- | --------------------------- |
| Al-Waked 20' (ph.đ.) · Al-Yami 59' | Chi tiết | Daei 42' · Dinmohammadi 84' |

| Iran         | 1–0      | Thái Lan |
| ------------ | -------- | -------- |
| Nikbakht 32' | Chi tiết |          |

| Iraq        | 1–2      | Ả Rập Xê Út    |
| ----------- | -------- | -------------- |
| Al-Hail 31' | Chi tiết | Shehan 1', 77' |

| Iran                        | 2–1      | Iraq        |
| --------------------------- | -------- | ----------- |
| Mahdavikia 27' · Karimi 71' | Chi tiết | Chathir 52' |

| Thái Lan      | 1–1      | Bahrain   |
| ------------- | -------- | --------- |
| Worrawoot 21' | Chi tiết | Ali 90+3' |

| Ả Rập Xê Út                                                   | 4–1      | Thái Lan   |
| ------------------------------------------------------------- | -------- | ---------- |
| Shehan 40' · Jumaan 50' · Al-Jaber 66' (ph.đ.) · Al-Harbi 73' | Chi tiết | Seksan 58' |

| Bahrain                               | 3–1      | Iran     |
| ------------------------------------- | -------- | -------- |
| Al-Marzooqi 8' · Ali 45' · Husain 90' | Chi tiết | Daei 82' |

### Bảng B
| VT | Đội        | ST | T | H | B | BT | BB | HS  | Đ  | Giành quyền tham dự |     |     |     |     |     |     |
| -- | ---------- | -- | - | - | - | -- | -- | --- | -- | ------------------- | --- | --- | --- | --- | --- | --- |
| 1  | Trung Quốc | 8  | 6 | 1 | 1 | 13 | 2  | +11 | 19 | FIFA World Cup 2002 |     |     | 3–0 | 2–0 | 3–0 | 1–0 |
| 2  | UAE        | 8  | 3 | 2 | 3 | 10 | 11 | −1  | 11 | Đi tiếp vào vòng 3  |     | 0–1 |     | 4–1 | 0–2 | 2–2 |
| 3  | Uzbekistan | 8  | 3 | 1 | 4 | 13 | 14 | −1  | 10 |                     |     | 1–0 | 0–1 |     | 2–1 | 5–0 |
| 4  | Qatar      | 8  | 2 | 3 | 3 | 10 | 10 | 0   | 9  |                     | 1–1 | 1–2 | 2–2 |     | 0–0 |     |
| 5  | Oman       | 8  | 1 | 3 | 4 | 7  | 16 | −9  | 6  |                     | 0–2 | 1–1 | 4–2 | 0–3 |     |     |

| Qatar | 0–0      | Oman |
| ----- | -------- | ---- |
|       | Chi tiết |      |

| UAE                                                       | 4–1      | Uzbekistan   |
| --------------------------------------------------------- | -------- | ------------ |
| Salem Ali 21' · Hareb 33' (ph.đ.) · Fahd 45' · Bakhit 85' | Chi tiết | Shirshov 37' |

| Trung Quốc                                        | 3–0      | UAE |
| ------------------------------------------------- | -------- | --- |
| Lý Tiêu Bằng 2' · Kỳ Hoành 19' · Hác Hải Đông 33' | Chi tiết |     |

| Uzbekistan                  | 2–1      | Qatar      |
| --------------------------- | -------- | ---------- |
| Irismetov 36' · Qosimov 52' | Chi tiết | Jaloof 88' |

| Oman | 0–2      | Trung Quốc                               |
| ---- | -------- | ---------------------------------------- |
|      | Chi tiết | Kỳ Hoành 70' · Phạm Chí Nghị 84' (ph.đ.) |

| UAE | 0–2      | Qatar                       |
| --- | -------- | --------------------------- |
|     | Chi tiết | Hashim 65' · Al-Obaidly 71' |

| Qatar        | 1–1      | Trung Quốc      |
| ------------ | -------- | --------------- |
| Al Naemi 31' | Chi tiết | Lý Vĩ Phong 90' |

| Uzbekistan                                                    | 5–0      | Oman |
| ------------------------------------------------------------- | -------- | ---- |
| Irismetov 17', 73' · Shatskikh 38' (ph.đ.) · Qosimov 50', 67' | Chi tiết |      |

| Oman        | 1–1      | UAE            |
| ----------- | -------- | -------------- |
| Nairooz 52' | Chi tiết | Abdulazeez 13' |

| Trung Quốc                          | 2–0      | Uzbekistan |
| ----------------------------------- | -------- | ---------- |
| Lý Vĩ Phong 63' · Phạm Chí Nghị 76' | Chi tiết |            |

| Oman | 0–3      | Qatar                                   |
| ---- | -------- | --------------------------------------- |
|      | Chi tiết | Hamzah 26' · Mustafa 33' · Al Enazi 74' |

| Uzbekistan | 0–1      | UAE              |
| ---------- | -------- | ---------------- |
|            | Chi tiết | Mohammad Omar 5' |

| UAE | 0–1      | Trung Quốc   |
| --- | -------- | ------------ |
|     | Chi tiết | Kỳ Hoành 43' |

| Qatar                    | 2–2      | Uzbekistan                 |
| ------------------------ | -------- | -------------------------- |
| Al Enazi 9' · Hashim 89' | Chi tiết | Qosimov 45' · Shirshov 47' |

| Qatar      | 1–2      | UAE                        |
| ---------- | -------- | -------------------------- |
| Hamzah 47' | Chi tiết | Khalil 43' · Salem Ali 84' |

| Trung Quốc    | 1–0      | Oman |
| ------------- | -------- | ---- |
| Vu Căn Vỹ 36' | Chi tiết |      |

| Oman                                                | 4–2      | Uzbekistan                      |
| --------------------------------------------------- | -------- | ------------------------------- |
| Al-Mukhaini 50', 83' · Bashir 52' · Al-Mahrouqi 89' | Chi tiết | Davletov 5' · Ashoor 27' (l.n.) |

| Trung Quốc                                       | 3–0      | Qatar |
| ------------------------------------------------ | -------- | ----- |
| Tô Mậu Chân 11' · Khúc Ba 29' · Hác Hải Đông 57' | Chi tiết |       |

| UAE                    | 2–2      | Oman                        |
| ---------------------- | -------- | --------------------------- |
| Ibrahim 45' · Omar 60' | Chi tiết | Mubarak 22' · Al-Dhabit 41' |

| Uzbekistan   | 1–0      | Trung Quốc |
| ------------ | -------- | ---------- |
| Shirshov 90' | Chi tiết |            |